# Хасеґава Тійоно
Чійоно Хасеґава (яп. 長谷川 チヨノ Хасеґава Чійоно; 20 листопада 1896 року, Кіяма, префектура Саґа, Японія — 2 грудня 2011 року, Кіяма, префектура Саґа, Японія) — японська супердовгожителька. На момент своєї смерті у віці 115 років і 12 днів, вона була найстарішою повністю верифікованою людиною в Японії та Азії (після смерті Ками Чінен 2 травня 2010 року) та другою найстарішою повністю верифікованою нині живою людиною у світі після американки Бессі Купер. Також на момент своєї смерті Хасеґава була однією з лише 26-ти людей, які досягли 115-річного віку і другою в Японії після Тане Ікаї.
Чійоно Хасеґава померла 2 грудня 2011 року від природних причин у віці 115 років і 12 днів. Після її смерті найстарішою людиною в Японії став Дзіроемон Кімура, а найстарішою жінкою Кото Окубо.

## Цікаві факти
- Чійоно Хасеґава народилась в рік перших в сучасній історії Олімпійських ігор в Афінах, і послідовно пережила ще 28 літніх Олімпіад.